# Lise Davidsen
Lise Davidsen (Stokke, 8 de febrero de 1987) es una cantante de ópera noruega, conocida como soprano lírica dramática. Saltó a la fama tras ganar el concurso Operalia en Londres en 2015.

## Trayectoria
Davidsen nació en 1987 en Stokke y empezó a tocar la guitarra y a cantar a los quince años. A medida que progresaba, se centró en el canto y se licenció en la Academia Grieg de música en Bergen, en 2010. Durante este período, trabajó con cantantes de renombre como Bettina Smith y Hilde Haraldsen Sveen y cantó como mezzosoprano con el Coro de Solistas Noruegos. A continuación, comenzó a estudiar un máster en la Real Academia de Ópera de Copenhague y su profesora, Susanna Eken, la ayudó a desarrollar su voz de soprano para la ópera. En 2014, actuó como solista con la Filarmónica de Berlín en un concierto del Real Conservatorio de Música de Dinamarca. Ese año se graduó en la Royal Opera Academy y fue galardonada con el Premio Musical Léonie Sonning y el Danish Singers. También recibió ayuda económica de las fundaciones Skipsreder Tom Wilhelmsen, Karen y Arthur Feldthusens y Sine Butenschøns.
Durante este período, hizo sus primeras apariciones con la Ópera Real Danesa, durante la temporada 2012-13, como el Perro y el Búho en La zorrita astuta. Después cantó el rol de Emilia en Otelo de Verdi y de Rosalinde en El murciélago  de Johann Strauss, y ganó el Reumert Talentpris.
En 2015, ganó el primer premio en el concurso Queen Sonja y el primer premio y premio del público en el concurso Operalia de Londres. También ganó tres premios en el Concurso de Canto Hans Gabor Belvedere de 2015 en Ámsterdam, fue galardonada con el Premio HSBC Aix-en-Provence, recibió el Statoil Talent Bursary Award, el Premio Musical Léonie Sonning y el Kirsten Flagstad Prize. En 2018, recibió el Premio Queen Ingrid y fue nombrada Artista Joven del Año por la revista Gramophone.
Davidsen ha actuado en numerosos festivales y teatros de ópera. En 2017, hizo su debut en el Festival de Glyndebourne, cantando el papel principal en Ariadna en Naxos de Richard Strauss, dio su primer recital en Wigmore Hall y realizó su primera actuación en el ciclo de conciertos Proms de la BBC. También ha actuado en la Ópera de Zúrich, la Ópera Estatal de Viena, el Festival de Aix-en-Provence, la Royal Opera House, el Teatro Colón, la Ópera Estatal de Baviera. Durante la temporada 2017-18, fue artista residente de la Orquesta Filarmónica de Bergen. Hizo su debut en el Metropolitan Opera House con el papel principal de Lisa en La dama de picas de Chaikovski en noviembre de 2019.
Davidsen debutó el 10 de mayo de 2021 en el Teatro de La Scala, cuando el teatro de ópera milanés reabrió sus puertas al público tras un cierre de seis meses debido a la pandemia de Covid-19. Realizó interpretaciones de arias de Henry Purcell, Richard Wagner, Richard Strauss, Giuseppe Verdi y Piotr Ilich Chaikovski. El 8 de enero de 2022, debutó en el Teatro Real con un recital de lied, acompañada al piano por Leif Ove Andsnes, en el marco de la gira de presentación de su álbum con obras de Edvard Grieg.
El 9 de septiembre de 2023, Davidsen cerró la Última Noche de los Proms como solista vocal. Estaba previsto que desempeñara este papel en 2022, pero el evento se canceló ese año tras la muerte de la reina Isabel II. Un mes más tarde, el 9 de octubre, Davidsen inauguró el XXX Ciclo de Lied del Centro Nacional de Difusión Musical (CNDM) en el Teatro de la Zarzuela.

## Grabaciones
En 2016, Davidsen grabó canciones de John Frandsen, en el sello Dacapo Records y más tarde ese mismo año, presentó su disco As Dreams, en BIS Records con el Coro de Solistas Noruegos y la Oslo Sinfonietta, dirigida por Grete Pedersen, cantando obras de Alfred Janson, Helmut Lachenmann, Per Nørgård, Kaija Saariaho e Iannis Xenakis. Cantó el papel de Anitra en una grabación de Peer Gynt con la Orquesta Filarmónica y el Coro de Bergen dirigida por Edward Gardner en el sello Chandos lanzado en 2018. En mayo de 2018, firmó un contrato de grabación exclusivo con Decca Classics y el 31 de mayo de 2019, el sello lanzó su álbum debut en solitario homónimo. El disco incluye obras de Strauss y Wagner interpretadas con la Orquesta Philharmonia dirigida por Esa-Pekka Salonen. Davidsen cantó el papel de Agathe en una grabación completa de El cazador furtivo dirigida por Marek Janowski, estrenada en 2019.
También aparece como Sieglinde en un DVD de una presentación en vivo de La valquiria de la Royal Opera House, como Elisabeth en Tannhäuser, filmada en el Festival de Bayreuth y como Fidelio/Leonore en un álbum visual de la última representación de Fidelio desde la Royal Opera House antes del cierre en marzo de 2020.